# Произведения Роберта Хайнлайна для юношества

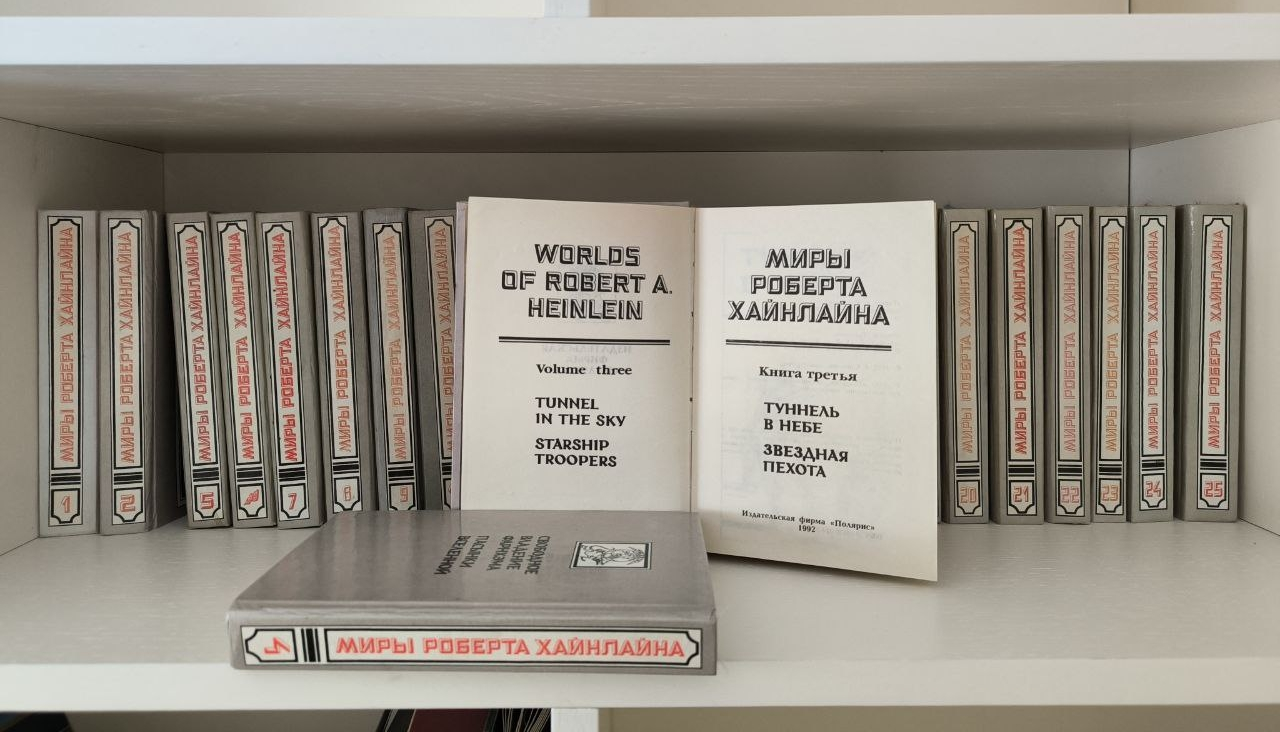
Собрание сочинений Р. Хайнлайна, издательство «Полярис»

Произведения Роберта Хайнлайна для подростков включают в себя произведения в жанре подростковой научной фантастики и несколько реалистичных рассказов. Сам Хайнлайн и критики выделяют 13 романов, известных как романы для «юношества» (англ. Heinlein juveniles), из которых 12 романов были созданы с 1949 до 1958 года по договору с издательством Scribner’s, а тринадцатый роман серии, «Звёздный десант» (1959), был опубликован в издательстве G. P. Putnam's Sons. Роман «Марсианка Подкейн» (1963), тематически также предназначенный для юношества, сам писатель к таковым не причислял. В общей сложности, к подростковым относят 15 повестей и романов, а также 8 рассказов. В целом, критики высоко оценивают романы «скрибнеровской» серии.

## Становление американской подростковой фантастики
В 1920—1930-х годах американская научная фантастика зарождалась на страницах дешёвых pulp-журналов, которые активно читали подростки. Будущие мэтры жанра — Айзек Азимов (1919—1992), Фредерик Пол (1919—2013) и Роберт Хайнлайн (1907—2088) — открыли для себя фантастику в юности: Азимов и Пол в десять лет, Хайнлайн — в старших классах. Фэндом межвоенного периода носил коллективный характер, напоминая школьные научные кружки. Подростки, преимущественно мальчики из рабочих семей иммигрантов, объединялись через рубрики писем в журналах, создавая клубы по переписке вроде Edison Science Correspondence Club или Scientifiction Association for Boys. Они обменивались старыми номерами журналов, собирали взносы на покупку книг, а в 1930-х начали выпускать фэнзины. Группы в Нью-Йорке, Чикаго и других городах спорили о науке и сюжетах, выстраивая сложные сети союзов и соперничества. Этот субкультурный мир существовал в отрыве от мейнстрима: педагоги 1930-х клеймили pulp-издания вроде «Amazing Stories» и «Astounding Stories» как «разрушающие умы», ставя их в один ряд с бульварной литературой. Как отмечает Джек Уильямсон, до Хайнлайна фантастику и про изобретения для подростков писали, например, в серии про Тома Свифт, но там не было настоящей футурологии.
Перелом наступил в конце 1940-х. Решающую роль сыграло решение издательства Scribner’s выпустить в 1947 году роман Хайнлайна «Ракетный корабль «Галилео»» в твёрдом переплёте — это придало жанру легитимность в глазах библиотекарей и педагогов. К 1950 году спрос на научную фантастику для молодёжи стал массовым, опросы библиотек фиксировали запрос на НФ для всех возрастов. Нью-Йоркская публичная библиотека, формируя рекомендации для своих юных читателей, ввела разделы «Научная фантастика» (1950) и «Исследование космоса» (1952). Успех Хайнлайна открыл дорогу другим авторам: Азимов под псевдонимом Пол Френч выпустил серию «Лаки Старр» (1952—1958), издательство John C. Winston с 1952 по 1961 год опубликовало 35 романов, включая работы Артура Кларка и Лестера дель Рея, а Фредерик Пол и Джек Уильямсон создали «Подводную трилогию» (1954—1958). Типичными стали сюжеты о подростках в академиях или военных лагерях. Два романа Хайнлайна были экранизированы: «Ракетный корабль «Галилео»» стал основой фильма «Место назначения — Луна» (1950), а «Космический кадет» (1948) — телесериала «Том Корбетт: Космический кадет» (1950—1955).

## 1947—1963 годы в творчестве Хайнлайна
Автор первого крупного исследования творчества Хайнлайна Алексей Паншин называет период с 1947 года по 1958 год, когда вышел роман «Имею скафандр — готов путешествовать», «периодом успеха» или «скрибнеровским». Являлся ли успех следствием выбора ювенильной тематики, или же к тому времени мастерство писателя существенно возросло, литературовед затруднился определить. Сам Паншин в возрасте 8 лет познакомился с только что вышедшим отдельной книгой «Ракетным кораблём», и впоследствии вспоминал, что «в детском разделе ничего подобного не было. В конце 1940-х серьёзная НФ редко издавалась в виде книг, даже для взрослых. Её считали бульварным чтивом, подозрительным для консервативных библиотекарей маленьких городов». Паншин прочёл все двенадцать подростковых романов Хайнлайна, выпущенных в следующее десятилетие, воспринимая их как «руководство к реальности»: «казалось, Хайнлайн знал всё. Его понимание науки было глубже, чем у моих школьных учителей, которые учили лишь очевидному».
История публикации подростковых романов Хайнлайна, признанных эталоном «респектабельной» космической НФ 1940—1950-х, отражает, как образ «любознательного покорителя космоса» стал полем идеологической борьбы вокруг маскулинности времён Холодной войны. Хайнлайн, в отличие от авторов коммерческих серий о «космических кадетах», делал акцент на научном образовании героев, связывая его с либертарианскими идеалами. Его книги, не связанные сюжетно, смыкаются с циклом «История будущего» — проектом о взрослении человечества, способного преодолеть внутренние ограничения для выхода к звёздам. Ключевым элементом этого пути становился отказ от «навязанных цивилизацией догм», часто ассоциированных с женской иррациональностью или моральным контролем. Образование у Хайнлайна — процесс индивидуализации, где научная дисциплина противостоит ложным социальным нормам. Хайнлайн, опираясь на собственный детский опыт, считал, что все американские мальчики от природы обладают научным складом ума, а их неспособность стать учёными — следствие провалов системы образования. Бюрократизация школ, по его мнению, подавляла творческое мышление. Истинное научное мировоззрение, полагал он, должно включать эксперименты не только с законами физики, но и с социальным порядком — эта позиция часто сталкивалась с консерватизмом «культурных цензоров». Для Хайнлайна «истинное понимание» (true scoop), основанное на логике и математике, могло изменить молодёжь, но традиционализм педагогов и авторов детских книг заслонял это преобразование. Его конфликты с редактором Scribner’s Элис Далглиш отражали гендерные противоречия послевоенной эпохи. Хайнлайн сопротивлялся идее, что матери и учительницы должны определять интеллектуальные горизонты мальчиков. В его романах научное просвещение героев часто происходило вопреки «моральному надзору» женских персонажей — например, тётушек или наставниц, олицетворявших «оковы цивилизации». Даже история публикации его подростковых книг стала полем боя: Далглиш, сторонница дидактичной литературы, настаивала на смягчении сцен с социальной критикой, что Хайнлайн воспринимал как подавление революционного потенциала науки.
За исключением первой книги «скрибнеровской» серии и двух рассказов для «Boy’s Life», ни одно из произведений не отличается явно «подростковым» тоном или упрощённой лексикой. Четыре романа изначально публиковались во «взрослых» журналах — «Blue Book», «Fantasy & Science Fiction» и «Astounding». Хайнлайн подчёркивал, что он никогда не относился покровительственно к свои юным читателям, но был вынужден принимать во внимание табу и ограничения, накладываемые их родителями. Как пример доверия писателя к способности его читателей правильно вообразить себе будущее, исследователи обращают внимание на мимоходом вводимые в сюжет футуристические устройства (мобильная связь в «Между планетами») или подчёркнуто игнорируемый вопрос о расовой принадлежности персонажей, о которой либо можно только догадаться по имени, либо вскользь сообщается, как о чём-то незначительном.

## Развитие идей

### Герой Хайнлайна
Одним из первых подробно творчество Хайнлайна проанализировал критик и основатель премии «Небьюла» Деймон Найт. Он отметил типовой характер традиционного жанра «НФ ювенилий», предполагающей участие в развитии сюжета двух мальчиков и их дядюшки-учёного. Именно по такой схеме построены первые романы серии. В «Стоунах» Найт наблюдает тот же подход, с поправкой на вовлечение в повествование дополнительных родственников, каждый из которых гениален и эксцентричен. В следующем романе, «Астронавте Джонсе», по мнению критика одном из лучших у Хайнлайна, автор ставит себе цель подготовить поколение, которое увидит 2000 год к Эре покорения космоса. В «Звёздном звере» Найта привлёк образ профессионального бюрократа мистера Кику, человека, который знает, что надо делать. Не углубляясь в анализ каждого из романов, Найт отмечает мастерство раскрытия писателем характеров своих главных героев, являющихся разновозрастными вариациями одного типажа, того же, что и многосотлетнего долгожителя Лазаруса Лонга.
В дальнейшем подростковые романы Хайнлайна получили единодушное признание как среди читателей, так и в критической среде. От Джека Уильямсона до Лоис Буджолд авторы и исследователи отмечают влияние двенадцати книг, изданных Scribner’s, на целое поколение: они не только привлекли молодёжь к научной фантастике, но и вдохновили многих на профессиональную деятельность в этой области. Вирджиния Хайнлайн, вдова писателя, признавала успех его работ в «глянцевых» журналах, но подчёркивала, что «его славу затмили именно подростковые романы». Ровесник и друг писателя, участник Mañana Literary Society Уильямсон, в 1978 году называл «ювенилии» важнейшим свершением Хайнлайна. Соглашаясь с Найтом и Паншиным, он отмечает черты главного героя подростковых произведений Хайнлайна: он талантлив от рождения, учится мастерству, эволюционируя во взрослых произведениях в универсального эксперта наподобие Лазаруса Лонг или Джубала Харшоу. Окружающее его общество меритократично и патриархально, построено на принципах эгалитаризма и контролируемой науки. В основе общественного устройства лежит идеализированная военная служба.
По мнению британского литературоведа Фары Мендлезон, первая подростковая книга Хайнлайна «Ракетный корабль «Галилео»» испытала влияние популярной в 1920-х годах серии «Radio Boys». Сходство структур очевидно: группа мальчиков-подростков под руководством взрослого мужчины конструирует ракету, что позже повторится в «Имею скафандр — готов путешествовать». Подобно другим персонажам 1920-х годов, братьям Харди, персонажи разоблачают происки фашистов. Исследовательница отмечает эксперимент с мультикультурностью: пилотом корабля выступает Морри Абрамс (Morrie Abrams) из еврейской семьи — редкий для 1940-х пример нестереотипного персонажа. В остальном характеры героев ничем не примечательны.
В рассказе «Тёмные ямы Луны» подросток, отправившись на Луну с семьёй, спасает младшего брата, демонстрируя зрелость как поселенец. Эта история заложила ключевую для Хайнлайна идею: разрыв с родительской опекой как шаг во взрослую жизнь. Мотив повторяется в «Новичке в космосе», где бойскаут получает знак отличия, став первым «скаутом трёх планет» (triplanetary Scout — Хайнлайн не придавал большого значения статусу Луны как спутника). Развивая те же идеи, что и в «Дороги должны катиться» (1940), в романе «Космический кадет» Хайнлайн доказывает, что взросление требует не только оставления ребёнком своих родителей, но и переноса лояльности с семьи на институты и товарищей. Тот же мотив стал ключевым для всего цикла: в «Красной планете» школа формирует сплочённость будущих колонистов, а в «Небесном фермере» скаутский отряд укрепляет групповые связи через систему наставничества. Подростковые романы Хайнлайна следуют модели «карьерной литературы» (career books) — поджанра о профессиях, популярного в 1950-х годах, когда подростки заканчивали школу в юном возрасте. В «Космическом кадете» писатель даёт своим юным читателям уроки астрогации, в «Небесном фермере» сельского хозяйства, политики в «Между планетами», «Звёздном звере» и «Гражданине Галактики». Герои Хайнлайна не «сделали себя сами»: их поддерживают семьи или друзья. Сложные семейные взаимоотношения присутствуют не только в «Стоунах», но и в «Астронавте Джонсе». «Звёздный зверь» также отсылает к поколениям семейной истории. Как сам Хайнлайн в Канзас-Сити, рано начали свою предпринимательскую деятельность братья Стоуны. Карьерные возможности также обеспечивает образование в области «общественных наук» («Туннель в небе»), но замужество ему также не противоречит («Угроза с Земли»).

### Общество будущего
В произведениях, написанных после 1951 года фокус сместился с «карьерной» модели на политику. Романы «Между планетами», «Звёздный зверь», «Время для звёзд», «Гражданин Галактики» и «Имею скафандр — готов путешествовать» можно рассматривать как инструмент вовлечения подростков в общественно-политическую жизнь. В таком контексте «Звёздный десант» становится не исключением, а закономерным этапом в творчестве Хайнлайна. «Между планетами» перекликается с ранним рассказом «Логика империи» (1941). Герой, лишившись межпланетного гражданства, вынужден заново выстраивать свою идентичность. Беженец на Венере, он присоединяется к партизанам, сопротивляющимся оккупации Земли, а его интеграция в местное общество происходит через связь с местной девушкой. Этот сюжетный шаблон — переход от зависимости к самостоятельности через разрыв с семьёй — Хайнлайн повторяет в «Звёздном звере» и «Гражданине Галактики», а позже развивает в «Достаточно времени для любви» (1973). Даже в условиях внешних конфликтов семья остаётся для Хайнлайна ключевым элементом взросления, хотя её роль часто переосмысливается: вместо опоры она становится точкой отталкивания.
К концу 1950-х в творчестве Хайнлайна усиливается тема «хорошего» родительства — как семейного, так и политического. Грань между его подростковыми и взрослыми романами становится всё более условной. Биологические родители героев оказываются ненадёжными, и вместо них обнаруживаются наставники-заместители, зачастую политики: случайные люди или преподаватели. В «Марсианке Подкейн» отсутствие опекуна приводит к печальным последствиям, а в «Имею скафандр — готов путешествовать» хорошо воспитанные подростки убеждают галактических «опекунов», что человечество, несмотря на юность, заслуживает шанса. К концу периода в «ювенилиях» нарастает пессимизм. К 1956 году вера Хайнлайна в послевоенный миропорядок рухнула: ядерная монополия США не остановила советскую экспансию, а бездействие во время Венгерского восстания подтвердило утрату Америкой лидерства. В «Звёздном звере» люди показаны незначительной силой в галактическом масштабе, как и в «Скафандре». Мрачный тон перекликается с «взрослыми» «Детьми Мафусаила» (1958), где бегство от земных проблем не гарантирует свободы.

### Армия и феминизм
Намёк на милитаристскую тематику появляется уже в первом романе серии, в котором учёный-ядерщик Каргрейвз предупреждает своих юных друзей, что «настаёт время, когда о свободе и легкомыслии надо забыть. Человеку приходится учиться подчиняться приказам и выполнять их точно и беспрекословно». Более проработанный взгляд на социальные институты с армейской точки зрения представлен в двух последних «ювенилиях», «Звёздном десанте» и «Марсианке Подкейн». В «Десанте» подростковыми являются первые две трети произведения, где герой, выходец из обеспеченной семьи, добровольно вступает в школу космодесанта, где формируется его корпоративная идентичность через военную дисциплину. Джонни Рико аполитичен, его лояльность направлена на сослуживцев, а не на Терранскую Федерацию. Армия заменяет Рико семью, предлагая социальный лифт — тема, контрастирующая с «Подкейн», где отсутствие наставников ведёт к трагедии. «Звёздный десант» критикуют за милитаризм, но его подтекст сложнее: Хайнлайн показывает, как служба компенсирует ограниченные возможности, особенно для рабочего класса (хотя сам Рико к нему не принадлежит). В «Подкейн» эта идея инвертируется: героиня, лишённая институциональной поддержки, терпит крах в коррумпированном обществе. В контексте трилогии Хайнлайна для девочек — «Бедный папочка», «Клифф и калории» и неопубликованной «Доски объявлений» — его идеи о воспитании и гендерных ролях становятся яснее. В своём отношении к военной службе («аристомилитаризм» по выражению Мартина Грина), Хайнлайн следует классической традиции американской литературы, противопоставлявшей революционный эгалитаризм отцов-основателей аристократической иерархии их британских противников. В результате, применительно к женским персонажам Хайнлайн колеблется между сохранением традиционной гендерной роли жены и матери и подчёркнутым безразличием к половым различиям.

## Список произведений
Согласно Фаре Мендлезон, Хайнлайн создал для подростков 15 повестей и романов, и 8 рассказов (4 для девочек и 4 для мальчиков). Джеймс Гиффорд насчитал 19 «ювенилий».
| № п/п | Классификатор | Русское название                     | Оригинальное название            | Год первой публикации | Издатель |
| ----- | ------------- | ------------------------------------ | -------------------------------- | --------------------- | -------- |
|       | G.006         | Неудачник                            | Misfit                           | 1939                  |          |
| 1     | G.048         | Ракетный корабль «Галилео»           | Rocket Ship Galileo              | 1947                  |          |
|       | G.061         | Тёмные ямы Луны                      | The Black Pits of Luna           | 1948                  |          |
| 2     | G.067         | Бедный папочка                       | Poor Daddy                       | 1949                  |          |
| 3     | G.070         | Космический кадет                    | Space Cadet                      | 1948                  |          |
| 4     | G.074         | На Луне ничего не случается          | Nothing Ever Happens on the Moon | 1949                  |          |
| 5     | G.077         | Красная планета                      | Red Planet                       | 1949                  |          |
| 6     | G.083         | Небесный фермер                      | Farmer in the Sky                | 1950                  |          |
| 7     | G.088         | Клифф и калории                      | Cliff and the Calories           | 1950                  |          |
| 8     | G.092         | Доска объявлений                     | The Bulletin Board               | 1951                  |          |
| 9     | G.095         | Между планетами                      | Between Planets                  | 1951                  |          |
| 10    | G.099         | Космическое семейство Стоун          | The Rolling Stones               | 1952                  |          |
| 11    | G.122         | Астронавт Джонс                      | Starman Jones                    | 1953                  |          |
| 12    | G.124         | Звёздный зверь                       | Star Beast                       | 1954                  |          |
| 13    | G.126         | Тоннель в небе                       | Tunnel in the Sky                | 1955                  |          |
| 14    | G.129         | Время для звёзд                      | Time for the Stars               | 1956                  |          |
| 15    | G.133         | Новичок в космосе                    | Tenderfoot in Space              | 1958                  |          |
| 16    | G.134         | Гражданин Галактики                  | Citizen of the Galaxy            | 1957                  |          |
| 17    | G.136         | Имею скафандр — готов путешествовать | Have Space Suit — Will Travel    | 1958                  |          |
| 18    | G.140         | Звёздный десант                      | Starship Troopes                 | 1959                  |          |
| 19    | G.147         | Марсианка Подкейн                    | Podkayne of Mars                 | 1963                  |          |